# Erlang (unitat)
L'erlang (símbol: E) és una unitat adimensional utilitzada en telefonia com una mesura estadística del volum de tràfic de telecomunicacions. Deu el seu nom a l'enginyer danès A. K. Erlang, creador de l'enginyeria de tràfic i la teoria de cues. El tràfic d'un erlang correspondria a un únic recurs utilitzat contínuament, o bé a dos canals utilitzats un 50%, i així successivament. Per exemple, si una oficina tingués dos operadors de telefonia ocupats durant tota l'estona, representaria un tràfic de 2 erlangs, o bé si un canal de ràdio estigués ocupat trenta minuts durant una hora aquest suportaria un tràfic de 0.5 erlangs.
Alternativament, es pot considerar un erlang com un "multiplicador d'utilització" per unitat de temps, de manera que un ús del 100% es correspon a 1 erlang, un ús del 200% són 2 erlangs, i així successivament. Per exemple, si la utilització total per hora de telèfons mòbils en una àrea determinada és de 180 minuts, això són 180/60 = 3 erlangs. En general, si la taxa mitjana d'arribada de noves trucades és λ per unitat de temps, i la durada mitjana de la trucada és h, llavors el tràfic A en erlangs és:
{\displaystyle A=\lambda h}
Això pot servir per saber si un sistema està sobredimensionat o subdimensionat (té massa o massa pocs recursos assignats). Per exemple, el tràfic mesurat al llarg de diverses hores d'ocupació es pot utilitzar per a un grup de circuits T1 o E1 per determinar quantes línies de veu és probable que es facin servir durant les hores més carregades. Si és poc probable que s'utilitzin més de 12 dels 24 canals, els altres 12 es poden fer servir per transmetre dades.
El tràfic mesurat en erlangs s'utilitza per calcular el grau de servei o la qualitat de servei. Hi ha un ventall de diferents fórmules d'Erlang per calcular-los, com és ara Erlang B, Erlang C i les fórmules Engset relacionades. Aquestes es discutiran a sota, i totes es poden derivar com un cas especial de processos de Markov de temps continu, coneguts com a processos de naixement-mort.

## Fórmula Erlang B
La fórmula Erlang B parteix d'una font de població infinita (com ara abonats telefònics), que ofereix un tràfic conjunt a N servidors (com ara enllaços en un grup troncal). La taxa d'arribada de les trucades noves (taxa de naixements) és igual a λ i és constant, és a dir, no depèn del nombre d'elements actius, perquè la població total és considerada infinita. La taxa d'abonat (taxa de mortalitat) és igual al nombre de trucades en progrés dividida per h, la durada mitjana del servei. La fórmula calcula la probabilitat de bloqueig en un sistema de pèrdues, on si no es pot atendre immediatament una petició quan intenta accedir al servei, s'avorta. Les peticions, per tant, no s'envien a la cua (és a dir, el sistema no té cua). El bloqueig es produeix quan hi ha una nova petició de la font, però tots els servidors ja estan ocupats. La fórmula assumeix que el tràfic bloquejat és alliberat immediatament.
{\displaystyle B(N,A)={\frac {\frac {A^{N}}{N!}}{\sum _{i=0}^{N}{\frac {A^{i}}{i!}}}}}
Això es pot expressar recursivament, en una forma utilitzada per calcular les taules de la fórmula d'Erlang B:
{\displaystyle B(0,A)=1\,}
{\displaystyle B(N,A)={{AB(N-1,A)} \over {N+AB(N-1,A)}}\,}
on:
- B és la probabilitat de bloqueig,
- N és el nombre de recursos com ara servidors o circuits en un grup,
- A = λh és el tràfic total ofert en erlangs.

La fórmula d'Erlang B aplica a sistemes de pèrdua, com ara sistemes de telefonia en xarxes tant fixes com mòbils, que no ofereixen memòries intermèdies de tràfic, i no se suposa que facin això. Se suposa que les arribades de trucades es poden modelar com un procés de Poisson, però és vàlid per qualsevol distribució estadística del temps de servei.

## Fórmula Erlang C
La fórmula Erlang C també parteix d'una font de població infinita, que ofereixen un tràfic conjunt de A erlangs a N servidors. Tanmateix, si tots els servidors estan ocupats quan arriba una petició, aquesta s'envia a la cua. Se suposa una cua infinita, de manera que es poden enviar a la cua un nombre infinit de peticions. Aquesta fórmula calcula la probabilitat d'enviar a la cua un el tràfic ofert, amb el benentès que les trucades bloquejades s'estan al sistema fins que es poden cursar. Aquesta fórmula s'utilitza per determinar el nombre d'agents o servei al client que es necessiten contractar en un centre d'atenció telefònica, per una probabilitat específica d'enviar un element en cua.
{\displaystyle P_{W}={{{\frac {A^{N}}{N!}}{\frac {N}{N-A}}} \over \sum _{i=0}^{N-1}{\frac {A^{i}}{i!}}+{\frac {A^{N}}{N!}}{\frac {N}{N-A}}}\,}
on:
- A és el tràfic total ofert en erlangs
- N és el nombre de servidors
- PW és la probabilitat que un element s'hagi d'esperar a ser servit

S'assumeix que les arribades es poden modelar com un procés de Poisson, i que els temps d'espera en cua es descriuen com una distribució exponencial negativa.

## Fórmula Engset
La fórmula d'Engset, que deu el seu nom a T. O. Engset, tracta amb una població finita de S fonts, en comptes de la població infinita que s'assumeix en erlang:
{\displaystyle E(N,A,S)={\frac {A^{N}{\left({\begin{array}{c}S\\N\end{array}}\right)}}{\sum _{i=0}^{N}A^{i}{\left({\begin{array}{c}S\\i\end{array}}\right)}}}}
Això es pot expressar recursivament, en una forma per calcular les taules de la fórmula d'Engset:
{\displaystyle E(0,A,S)=1\,}
{\displaystyle E(N,A,S)={{A(S-N+1)E(N-1,A,S)} \over {N+A(S-N+1)E(N-1,A,S)}}\,}
on:
- E és la probabilitat de bloqueig
- A és el tràfic en erlangs generat per cada element quan està inactiu
- S és el nombre d'elements de la població
- N és el nombre de servidors

Una vegada més, s'assumeix que els processos d'arribada es poden modelar com un procés de Poisson i que el temps d'espera es pot descriure com una distribució exponencial negativa. Tanmateix, donat que hi ha un nombre finit d'elements de població, la taxa d'arribada de trucades disminueix quan hi ha més elements (com abonats telefònics) que entren en servei i, per tant, no poden originar noves trucades. Quan N = S, la fórmula es redueix a una distribució binomial.